# Liste des monuments historiques de Gooik
Cette page regroupe l'ensemble des monuments classés de la ville de Gooik.
| Objet                                                   | Statut du classement? | Année de construction/architecte | Section communale | Adresse                      | Coordonnées                      | Numéro d'inventaire | Illustration                   |
| ------------------------------------------------------- | --------------------- | -------------------------------- | ----------------- | ---------------------------- | -------------------------------- | ------------------- | ------------------------------ |
| (nl) Parochiekerk Sint-Niklaas                          | Oui                   |                                  | Gooik             | Dorpsstraat                  | 50° 47′ 42″ nord, 4° 07′ 05″ est | 39143               | (nl) Parochiekerk Sint-Niklaas |
| (nl) Boerenhuis                                         | Oui                   |                                  | Gooik             | Monseigneur Abbeloosstraat 4 | 50° 47′ 46″ nord, 4° 07′ 04″ est | 39144               | Téléverser                     |
| (nl) Herberg In de groene poort                         |                       |                                  | Gooik             | Dorpsstraat 31               | 50° 47′ 44″ nord, 4° 06′ 59″ est | 39145               | Téléverser                     |
| (nl) Herberg In de groene poort                         |                       |                                  | Gooik             | Dorpsstraat 33               | 50° 47′ 44″ nord, 4° 06′ 59″ est | 39145               | Téléverser                     |
| (nl) Hoeve De Nieuwe Kam                                | Oui                   |                                  | Gooik             | Dorpsstraat 32               | 50° 47′ 41″ nord, 4° 06′ 57″ est | 39146               | Téléverser                     |
| (nl) Pastorie                                           |                       |                                  | Gooik             | Dorpsstraat 36               | 50° 47′ 42″ nord, 4° 06′ 54″ est | 39147               | Téléverser                     |
| (nl) Banbrouwerij De Oude Kam                           | Oui                   |                                  | Gooik             | Dorpsstraat 61               | 50° 47′ 44″ nord, 4° 06′ 51″ est | 39148               | Téléverser                     |
| (nl) Banbrouwerij De Oude Kam                           | Oui                   |                                  | Gooik             | Dorpsstraat 65               | 50° 47′ 44″ nord, 4° 06′ 51″ est | 39148               | Téléverser                     |
| (nl) Banbrouwerij De Oude Kam                           | Oui                   |                                  | Gooik             | Dorpsstraat 67               | 50° 47′ 44″ nord, 4° 06′ 51″ est | 39148               | Téléverser                     |
| (nl) Langgestrekt hoevetje                              |                       |                                  | Gooik             | Koekoekstraat 53             | 50° 47′ 35″ nord, 4° 06′ 41″ est | 39151               | Téléverser                     |
| (nl) Hoeve Schaliënhof                                  |                       |                                  | Gooik             | Kroonstraat 13               | 50° 48′ 02″ nord, 4° 04′ 19″ est | 39152               | Téléverser                     |
| (nl) Gesloten hoeve                                     |                       |                                  | Gooik             | Rozenbroekstraat 2           | 50° 47′ 53″ nord, 4° 06′ 18″ est | 39155               | Téléverser                     |
| (nl) Hoeve Hof ter Eiken                                |                       |                                  | Gooik             | Strijlandstraat 3            | 50° 47′ 31″ nord, 4° 05′ 31″ est | 39157               | Téléverser                     |
| (nl) Hoeve                                              |                       |                                  | Gooik             | Strijlandstraat 29           | 50° 47′ 31″ nord, 4° 05′ 09″ est | 39158               | Téléverser                     |
| (nl) Gebouwen van watermolen                            |                       |                                  | Gooik             | Terhagenstraat 10            | 50° 47′ 57″ nord, 4° 04′ 20″ est | 39163               | Téléverser                     |
| (nl) Gesloten hoeve                                     |                       |                                  | Gooik             | Terhagenstraat 7             | 50° 47′ 54″ nord, 4° 04′ 20″ est | 39164               | Téléverser                     |
| (nl) Hoeve Hof te Wijngaard                             |                       |                                  | Gooik             | Wijngaardbosstraat 1         | 50° 48′ 33″ nord, 4° 05′ 53″ est | 39165               | Téléverser                     |
| (nl) Strijdlandmolen, graanmolen met molenhuis          |                       |                                  | Gooik             | Wolvenstraat 12              | 50° 47′ 23″ nord, 4° 05′ 07″ est | 39166               | Téléverser                     |
| (nl) Hoeve Hof De Pauw                                  |                       |                                  | Gooik             | Oplombeekstraat 8            | 50° 48′ 30″ nord, 4° 07′ 11″ est | 39167               | Téléverser                     |
| (nl) Gesloten hoeve                                     |                       |                                  | Gooik             | Oplombeekstraat 23           | 50° 48′ 43″ nord, 4° 06′ 51″ est | 39168               | Téléverser                     |
| (nl) Kapelletje                                         |                       |                                  | Gooik             | Oude Geraardsbergse baan     | 50° 48′ 47″ nord, 4° 06′ 45″ est | 39169               | Téléverser                     |
| (nl) Heilige Kruiskapel                                 | Oui                   |                                  | Gooik             | Woestijnstraat               | 50° 48′ 46″ nord, 4° 04′ 50″ est | 39170               | Téléverser                     |
| (nl) Woning Drie Egypten                                |                       |                                  | Gooik             | Drie Egyptenbaan 17          | 50° 48′ 24″ nord, 4° 04′ 38″ est | 39173               | Téléverser                     |
| (nl) Boerenhuisjes onder meer hopast en café In Den Uil | Oui                   |                                  | Gooik             | Woestijnstraat 6             | 50° 48′ 42″ nord, 4° 04′ 54″ est | 39175               | Téléverser                     |
| (nl) Boerenhuisjes onder meer hopast en café In Den Uil | Oui                   |                                  | Gooik             | Woestijnstraat 7             | 50° 48′ 42″ nord, 4° 04′ 54″ est | 39175               | Téléverser                     |
| (nl) Boerenhuisjes onder meer hopast en café In Den Uil | Oui                   |                                  | Gooik             | Woestijnstraat 9             | 50° 48′ 42″ nord, 4° 04′ 54″ est | 39175               | Téléverser                     |
| (nl) Parochiekerk Sint-Martinus                         | Oui                   |                                  | Kester            | Bruneaustraat                | 50° 45′ 50″ nord, 4° 07′ 13″ est | 39176               | Téléverser                     |
| (nl) Vierkanthoeve Hof de Bail                          |                       |                                  | Kester            | Berghomstraat 19             | 50° 46′ 06″ nord, 4° 05′ 59″ est | 39177               | Téléverser                     |
| (nl) Vierkanthoeve                                      |                       |                                  | Kester            | Berghomstraat 23             | 50° 46′ 04″ nord, 4° 05′ 56″ est | 39178               | Téléverser                     |
| (nl) Hoeve                                              | Oui                   |                                  | Kester            | Goteringenstraat 31          | 50° 45′ 39″ nord, 4° 05′ 16″ est | 39183               | Téléverser                     |
| (nl) Hoeve                                              |                       |                                  | Kester            | Goteringenstraat 43          | 50° 45′ 55″ nord, 4° 05′ 12″ est | 39184               | Téléverser                     |
| (nl) Vierkanthoeve                                      |                       |                                  | Kester            | Hollandstraat 18             | 50° 45′ 29″ nord, 4° 04′ 33″ est | 39187               | Téléverser                     |
| (nl) Hoeve Hof ter Molleken                             |                       |                                  | Kester            | Ter Mollekenstraat 8         | 50° 45′ 21″ nord, 4° 08′ 00″ est | 39191               | Téléverser                     |
| (nl) Parochiekerk Sint-Pieter                           | Oui                   |                                  | Leerbeek          | Sint-Pietersplein            | 50° 46′ 32″ nord, 4° 07′ 09″ est | 39192               | (nl) Parochiekerk Sint-Pieter  |
| (nl) Stevinistenkapel                                   |                       |                                  | Leerbeek          | Winnepenninckxstraat         | 50° 46′ 38″ nord, 4° 07′ 23″ est | 39193               | Téléverser                     |
| (nl) Boerenburgerhuis                                   | Oui                   |                                  | Leerbeek          | Sint-Pietersplein 1          | 50° 46′ 30″ nord, 4° 07′ 06″ est | 39194               | Téléverser                     |
| (nl) Gebouw                                             |                       |                                  | Leerbeek          | Brusselstraat 6              | 50° 46′ 34″ nord, 4° 07′ 10″ est | 39195               | Téléverser                     |
| (nl) Gesloten hoeve                                     |                       |                                  | Leerbeek          | Winnepenninckxstraat 11      | 50° 46′ 39″ nord, 4° 07′ 28″ est | 39197               | Téléverser                     |
| (nl) Verbrande hoeve                                    |                       |                                  | Leerbeek          | Winnepenninckxstraat 43      | 50° 46′ 44″ nord, 4° 07′ 46″ est | 39198               | Téléverser                     |
| (nl) Pastorie, dubbelhuis                               | Oui                   |                                  | Leerbeek          | Sint-Pietersplein 8          | 50° 46′ 32″ nord, 4° 07′ 07″ est | 39199               | Téléverser                     |
| (nl) Hoeve Hof te Kwadebeek                             |                       |                                  | Leerbeek          | Kwadebeekstraat 16           | 50° 46′ 26″ nord, 4° 07′ 55″ est | 39200               | Téléverser                     |
| (nl) Hoeve Hof te Nattebroek                            |                       |                                  | Leerbeek          | Kwadebeekstraat 17           | 50° 46′ 28″ nord, 4° 07′ 49″ est | 39201               | Téléverser                     |
| (nl) Hoeve Hof te Putbeek                               |                       |                                  | Leerbeek          | Putbeekstraat 7              | 50° 46′ 27″ nord, 4° 08′ 34″ est | 39202               | Téléverser                     |
| (nl) Parochiekerk Sint-Ursmarus                         | Oui                   |                                  | Oetingen          | Kerkplein                    | 50° 46′ 23″ nord, 4° 03′ 50″ est | 39203               | Téléverser                     |
| (nl) Kasteel van Heetvelde, Waterkasteel                | Oui                   |                                  | Oetingen          | Heerbaan 81                  | 50° 47′ 01″ nord, 4° 03′ 16″ est | 39204               | Téléverser                     |
| (nl) Gesloten hoeve                                     |                       |                                  | Oetingen          | Heerbaan 18                  | 50° 46′ 51″ nord, 4° 04′ 10″ est | 39207               | Téléverser                     |
| (nl) Dorpswoning                                        |                       |                                  | Oetingen          | Kerkplein 14                 | 50° 46′ 25″ nord, 4° 03′ 49″ est | 39209               | Téléverser                     |
| (nl) Gesloten hoeve                                     |                       |                                  | Oetingen          | Opperstebosstraat 51         | 50° 46′ 55″ nord, 4° 02′ 47″ est | 39210               | Téléverser                     |
| (nl) Gesloten hoeve                                     |                       |                                  | Oetingen          | Schavolliestraat 52          | 50° 45′ 56″ nord, 4° 03′ 07″ est | 39211               | Téléverser                     |
| (nl) Vierkanthoeve                                      |                       |                                  | Oetingen          | Schavolliestraat 96          | 50° 45′ 29″ nord, 4° 02′ 51″ est | 39212               | Téléverser                     |
| (nl) Gesloten hoeve                                     |                       |                                  | Oetingen          | Lenniksestraat 87            | 50° 46′ 43″ nord, 4° 05′ 05″ est | 39214               | Téléverser                     |
| (nl) Gesloten hoeve                                     |                       |                                  | Oetingen          | Lenniksestraat 89            | 50° 46′ 43″ nord, 4° 05′ 05″ est | 39214               | Téléverser                     |
| (nl) Lemen boerenhuis                                   |                       |                                  | Oetingen          | Sint-Annastraat 8            | 50° 46′ 39″ nord, 4° 05′ 06″ est | 39216               | Téléverser                     |
| (nl) Pastorie                                           |                       |                                  | Oetingen          | Sint-Annastraat 11           | 50° 46′ 39″ nord, 4° 05′ 08″ est | 39217               | Téléverser                     |
| (nl) Hoeve                                              |                       |                                  | Gooik             | Bettestraat 10               | 50° 48′ 39″ nord, 4° 04′ 46″ est | 83760               | Téléverser                     |
| (nl) Gemeentehuis en pastorie                           |                       |                                  | Oetingen          | Kerkplein 2                  | 50° 46′ 22″ nord, 4° 03′ 50″ est | 83761               | Téléverser                     |